# 帆伞运动

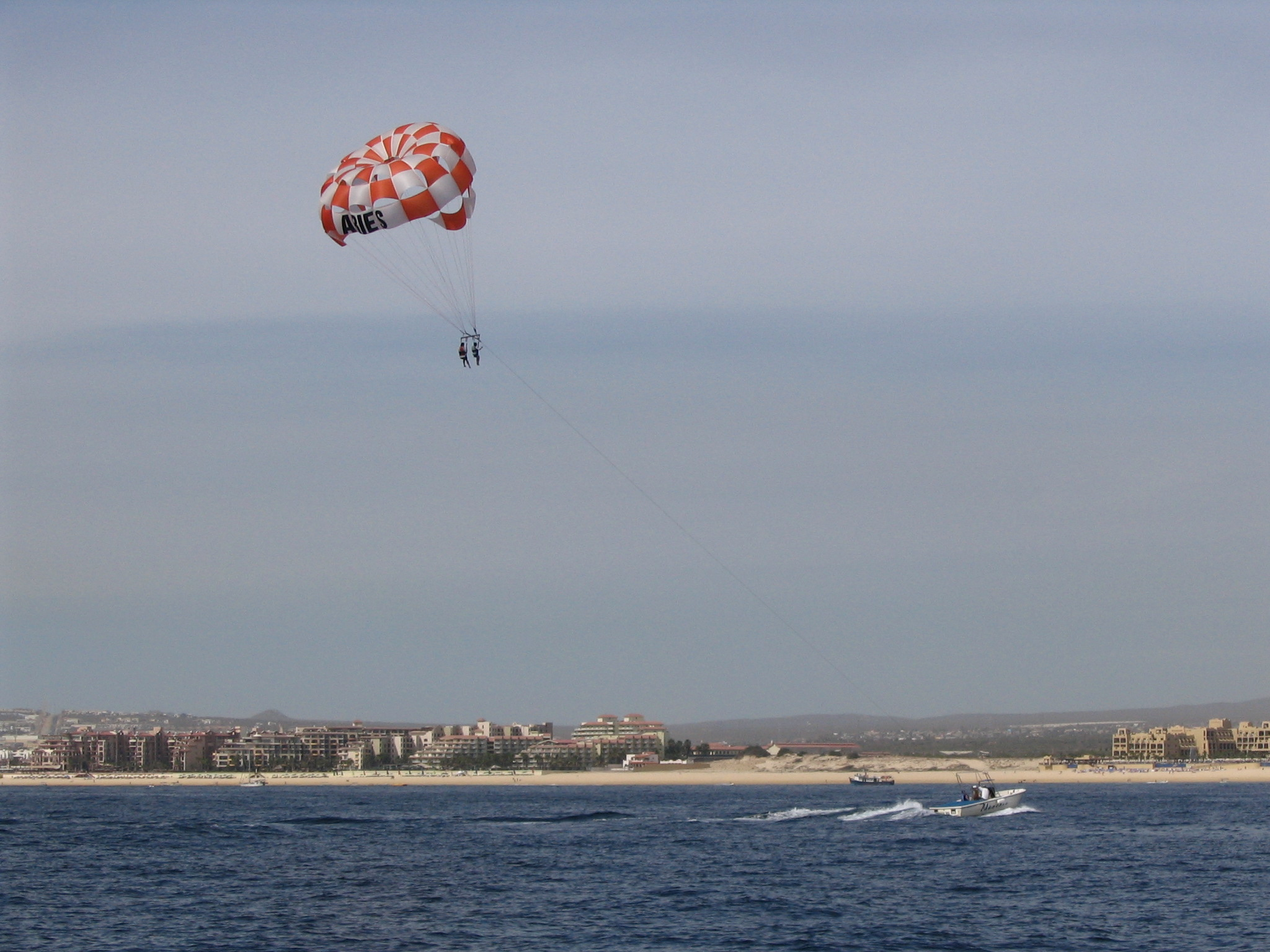
卡沃圣卢卡斯，有人在體驗帆伞运动

帆伞运动是一种運動，參與者要坐在降落伞下面，並且降落伞要被快艇、汽车、卡车拖着，快艇、汽车、卡车拖拽降落傘時降落伞可以在空中滑行。如果快艇的牽引力足夠大，可以同时有两三个人坐在降落伞下面。这项运动在20世纪70年代末開始发展起来。第一届国际比赛于20世纪80年代中期举行，而且每年都会举办。